# Globalizacja gospodarki

Państwa członkowskie Światowej Organizacji Handlu

Globalizacja gospodarki – procesy organizowania i prowadzenia produkcji, wymiany i przepływów kapitału w skali światowej oraz traktowania przez podmioty gospodarcze całości globu jako jednego rynku.

## Warunki globalizacji gospodarki
Czynnikami warunkującymi rozwój procesu globalizacji gospodarki są:
- rozwój technicznych środków komunikacji;
- liberalizacja handlu międzynarodowego;
- redukcja barier przepływu towarów i kapitału.

Ponadto do czynników sprzyjających opisywanemu zjawisku zalicza się korzystne warunki polityczne oraz tworzenie ładu instytucjonalnego w formie działalności takich organizacji jak np. Międzynarodowy Fundusz Walutowy, Grupa Banku Światowego, czy też powstała w konsekwencji Układu Ogólnego w sprawie Taryf Celnych i Handlu Światowa Organizacja Handlu.

## Zarys historii globalizacji gospodarki
Globalizacja gospodarki nie jest procesem nowym, lecz jej przyspieszenie nastąpiło stosunkowo niedawno. Cechy charakterystyczne dla dzisiejszej gospodarki globalnej odnaleźć można w gospodarkach epoki cywilizacji starożytnych. Np. Imperium rzymskie, które swym obszarem obejmowało niemal cały znany Europejczykom ówczesny świat, miało jedną wspólną walutę i tworzyło jeden wspólny rynek. Procesowi tworzenia rynku światowego sprzyjała prowadzona przez europejskie mocarstwa ekspansja kolonialna i wyznaczenie pod koniec XIX wieku stref wpływów na obszarze całego globu. Na przełomie wieku XIX i XX można wskazać wiele zjawisk występujących także dziś w międzynarodowych stosunkach gospodarczych. Tzw. rewolucja bolszewicka w Rosji, wielki kryzys oraz podział świata po II wojnie światowej doprowadziły do ukształtowania się nowego układu polityczno-ekonomicznego. W okresie zimnej wojny wyodrębniano kraje kapitalistyczne, kraje socjalistyczne i kraje trzeciego świata. Utworzenie międzynarodowych instytucji finansowych, liberalizacja handlu międzynarodowego, proces dekolonizacji, upadek bloku wschodniego oraz rozwój przedsiębiorstw o zasięgu międzynarodowym przysłużyły się do odbudowy jednolitego rynku światowego.